# Calle de Matía
La calle de Matía es una vía pública de la ciudad española de San Sebastián.

## Descripción

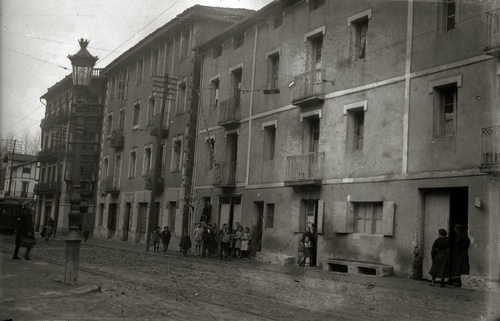
La calle, en una fotografía tomada por Ricardo Martín en 1917

La vía, que ostenta el título actual desde finales del siglo XIX, discurre desde el paseo de los Miqueletes hasta la calle de Bentaberri. Tiene cruces con la plaza de Alfonso XIII, las calles de Istingorra, de Sukia y de la Escolta Real, el paseo de Heriz y las calles de Ondarbide, de Aizkorri, de Serrano Anguita, de Juan de Garay y de Sansustene. Honra con el nombre a José Matía Calvo (1806-1871), filántropo natural de la localidad alavesa de Llodio que donó su herencia a la construcción de un asilo en Cádiz y otro en San Sebastián. Aparece descrita en Las calles de San Sebastián (1916) de Serapio Múgica Zufiria con las siguientes palabras:

Calle de Matía.—El teniente Alcalde don José Antonio de Elorza, propuso en sesión del Ayuntamiento de 1.º de Junio de 1891, la conveniencia de que se le pusiera nombre a la calle que partiendo de la Plaza de Alfonso XIII, se dirigía hacia Venta-berri, y la Comisión de Policía Rural, encontrando conveniente conmemorar el nombre de don José Matía a cuya filantropía deben los ancianos pobres de esta ciudad un asilo en el cual son atendidos, no solo con solicitud sino con holgura, siendo digno de sus bendiciones el nombre de una persona que les ha proporcionado una vejez tranquila, opinó que se debía dar a dicha vía el nombre de «Calle de Matía». Este informe fué aprobado en sesión de 8 de Junio de 1891. La Junta de Caridad del Asilo Matía, dió las gracias al Ayuntamiento por el citado acuerdo, por medio de su presidente don Ricardo Bermingham, a quien tanto debe también el Asilo por las gestiones eficaces y desinteresadas que practicó para recobrar la herencia de Matía y darle el destino señalado por el testador.
(Múgica Zufiria, 1916, p. 73)